# Thắng lợi chiến lược
Chiến thắng chiến lược là chiến thắng đem lại lợi thế lâu dài để giành thắng lợi quyết định trong chiến tranh, cũng như làm rối loạn khả năng của đối phương khi tiến cuộc chiến tranh. Thắng lợi chiến lược có tầm quan trọng thứ 2 trong chiến tranh, cao hơn thắng lợi chiến thuật, và tạo tiền đề để giành thắng lợi quan trọng nhất là thắng lợi quyết định – có ý nghĩa quyết định kết cục cuộc chiến.
Để hiểu rõ vai trò của chiến thắng chiến lược thì cần hiểu rõ vai trò của chiến lược quân sự trong chiến tranh. Là lĩnh vực hoạt động thực tiễn, chiến lược quân sự xác định đối tượng tác chiến, mục tiêu và nhiệm vụ chiến lược cho các lực lượng vũ trang và lực lượng khác, đề xuất và tổ chức thực hiện những biện pháp chuẩn bị đất nước và lực lượng vũ trang trong những điều kiện cụ thể của chiến tranh, lập kế hoạch tác chiến chiến lược, tổ chức và triển khai lực lượng vũ trang trên các chiến trường tác chiến, chỉ đạo tiến hành các hoạt động tác chiến chiến lược, các chiến cục và chiến dịch chiến lược... xuất phát từ đường lối chính trị, đường lối quân sự và phục vụ cho các đường lối đó. Những thành tựu của chiến lược quân sự được ban lãnh đạo chính trị và quân sự sử dụng khi xác định mục đích của chiến tranh và những phương thức để đạt tới các mục đích đó..
Đối với các bộ phận hợp thành khác của nghệ thuật quân sự (nghệ thuật chiến dịch, chiến thuật quân sự), chiến lược quân sự giữ vai trò chủ đạo. Do vậy, thắng lợi chiến lược là mục tiêu của tất cả các bên tham chiến trong mọi cuộc chiến, bởi nếu không có nó sẽ không thể giành thắng lợi chung cuộc. Trong nhiều trường hợp, các yếu tố chiến thuật có thể được hi sinh (một bên chấp nhận thương vong cao) để phục vụ cho việc đạt được mục tiêu chiến lược (binh pháp phương Đông còn gọi đây là "Bỏ ít lấy nhiều, bỏ tốt lấy xe").
Ví dụ, trong Chiến tranh Liên minh thứ nhất, khi quân Đồng minh Áo – Phổ giao tranh với quân Pháp Cách mạng trong trận Valmy vào năm 1792, không bên nào đạt được thắng lợi ở cấp độ chiến thuật nhưng liên quân phải rút lui và chấm dứt cuộc xâm chiếm Paris, mang lại một chiến thắng mang tính chiến lược cho Quân đội Pháp. Thời Nội chiến Hoa Kỳ, có thể kể đến trận Shiloh (1862) nơi quân đội Liên bang miền Bắc chịu thiệt hại rất nặng nhưng đã giành được thắng lợi chiến lược vang dội trước quân Liên minh miền Nam. Hoặc, có thể kể đến trận Antietam, nơi cả hai đoàn quân đều phải hứng chịu tổn thất hết sức nặng nề và trận chiến kết thúc bất phân thắng bại về mặt chiến thuật. Tuy nhiên, sau trận đánh đẫm máu này, quân miền Nam phải triệt binh về Virginia, do đó trận chiến đã trở thành một thắng lợi chiến lược của quân miền Bắc, tạo điều kiện cho Tổng thống Abraham Lincoln đọc Tuyên ngôn Giải phóng Nô lệ vào năm 1862. Một trường hợp khác, trong trận sông Marne lần thứ nhất giữa quân Đức và quân Đồng minh Anh - Pháp vào năm 1914 trong cuộc Chiến tranh thế giới thứ nhất, cả hai bên đều bị tổn hại nghiêm trọng trong khi liên quân không thể nào diệt được quân Đức, nhưng quân Đức phải thoái binh và thủ đô Paris được cứu nguy, đánh dấu một thắng lợi chiến lược to lớn của liên quân. Hoặc cũng trong cuộc Đại chiến, lực lượng Hải quân Anh và Đức đã giao chiến trong trận Jutland vào năm 1916. Dẫu cho Hải quân Đức đã gây tổn thất nặng nề cho Hải quân Anh và tuyên bố chiến thắng, Hải quân Anh vẫn làm chủ Biển Bắc và phong tỏa nước Đức, do đó đây là chiến thắng về mặt chiến lược của Hải quân Anh.

## Vai trò của chiến lược trong các cuộc chiến tranh tại Việt Nam
Trong cuộc kháng chiến lần thứ nhất của nước Đại Việt dưới triều nhà Trần chống lại cuộc xâm lược của Đế quốc Mông Cổ, quân nhà Trần do vua Trần Thái Tông thân chinh thống lĩnh đã bị quân Mông Cổ dưới quyền Tướng Ngột Lương Hợp Thai đánh bại trong trận Bình Lệ Nguyên. Danh tướng Lê Phụ Trần đã khuyên nhà vua tổ chức lui binh, và cuộc triệt thoái của Quân đội nhà Trần đã gặt hái thành công, khiến cho quân Mông Cổ bị thất bại hoàn toàn trong kế hoạch đánh nhanh thắng nhanh và tiêu diệt quân chủ lực của Đại Việt. Sau đó, quân Mông Cổ chiếm được kinh thành Thăng Long nhưng triều Trần đã bỏ hoang kinh đô. Cuối cùng, vua Trần tổ chức phản công và đại thắng trong trận Đông Bộ Đầu buộc quân Mông Cổ phải tháo chạy về nước.
Một ví dụ khác, trong Chiến tranh Đông Dương và Chiến tranh Việt Nam, xác định đường lối chiến lược luôn là yếu tố tiên quyết cho thắng lợi của Quân đội Nhân dân Việt Nam, cụ thể là:
- Xây dựng lực lượng vũ trang 3 thứ quân: dân quân tự vệ - bộ đội địa phương và bộ đội chủ lực.
- Ở hậu phương của chiến tranh: phát triển đường lối quốc phòng toàn dân, toàn diện, dựa vào sức mình là chính đồng thời ra sức tranh thủ viện trợ quốc tế. Kết hợp đấu tranh chính trị với đấu tranh vũ trang, kết hợp tiến công và nổi dậy bằng hai lực lượng (chính trị và quân sự), với ba mũi giáp công (quân sự, chính trị, binh vận), đánh địch trên cả ba vùng chiến lược.
- Kết hợp chiến tranh du kích với chiến tranh chính quy của các binh đoàn chủ lực, phát huy chiến quả của các chiến dịch trước cho các chiến dịch sau
Do vậy dù luôn là bên yếu thế hơn và khó có thể chiến thắng quân viễn chinh Pháp và Mỹ trong các trận đánh quy ước, nhưng nhờ biết cách phát động các chiến dịch để tạo ra những thắng lợi chiến lược mà nhờ đó Quân đội Nhân dân Việt Nam lại là bên chiến thắng chung cuộc. Các chiến dịch tạo ra những bước chuyển chiến lược cho Quân đội Nhân dân Việt Nam có thể kể đến như: Chiến dịch Biên giới Thu đông 1950, chiến dịch Hòa Bình năm 1952, Tổng tấn công Tết Mậu Thân năm 1968, chiến dịch năm 1972, chiến dịch phòng không Hà Nội - Hải Phòng 12 ngày đêm năm 1972.